# Грошиј Циблешулуј (Марамуреш)
Грошиј Циблешулуј (рум. Groșii Țibleșului) насеље је у Румунији у округу Марамуреш у општини Грошиј Циблешулуј. Oпштина се налази на надморској висини од 491 m.

## Становништво
Према подацима из 2002. године у насељу је живело 2124 становника.

### Попис2002.
| Расподела становништва по националности 2002.‍ | Расподела становништва по националности 2002.‍ | Расподела становништва по националности 2002.‍ | Расподела становништва по националности 2002.‍ | Расподела становништва по националности 2002.‍ |
| --------------------------------------------- | --------------------------------------------- | --------------------------------------------- | --------------------------------------------- | --------------------------------------------- |
|                                               |                                               |                                               |                                               |                                               |
| Румуни                                        | Румуни                                        |                                               | 1.989                                         | 93,7%                                         |
| Мађари                                        | Мађари                                        |                                               | 134                                           | 6,3%                                          |